# Дыхнич, Никифор Емельянович
Никифор Емельянович Дыхнич (1866 — ?)  —  крестьянин, депутат Государственной думы I созыва от Тургайской области.

## Биография
Крестьянин из посёлка Фёдоровский Кустанайского уезда Тургайской области. Окончил начальную школу. Был старостой церкви в посёлке Фёдоровском. Занимался земледелием.
28 мая 1906 избран в Государственную думу I созыва от городского и оседлого сельского населения, не принадлежавшего к числу инородцев. Вошёл в Конституционно-демократическую фракцию, но по сведениям трудовиков оставался беспартийным. В работе думских комиссий не участвовал.
Дальнейшая судьба и дата смерти неизвестны.